# Лаптево (городской округ Солнечногорск)
Лаптево — деревня в Московской области России. Входит в городской округ Солнечногорск. Население — 18 чел. (2010).

## География
Деревня расположена на севере Московской области, в северо-западной части округа, примерно в 6 км к северо-западу от центра города Солнечногорска, на правом берегу реки Истры, южнее линии главного хода Октябрьской железной дороги. К деревне приписано два садоводческих товарищества. Ближайшие населённые пункты — деревни Головково, Мошницы и Чепчиха, ближайшая железнодорожная станция — платформа Головково.

## Население
| 1852 | 1859 | 1890 | 1899 | 1926 | 1932 | 1966 |
| ---- | ---- | ---- | ---- | ---- | ---- | ---- |
| 52   | ↗62  | ↗143 | ↘65  | ↗73  | ↗88  | ↗103 |
| 1998 | 2002 | 2010 |      |      |      |      |
| ↘7   | ↘4   | ↗18  |      |      |      |      |

## История
Лаптево, деревня 2-го стана, Госуд. Имущ., 24 души м. п., 28 ж., 6 дворов, 70 верст от столицы, 20 от уездн. гор., близ С. П. Б. тракта.— Нистрем К. Указатель селений и жителей уездов Московской губернии, 1852 г.
В «Списке населённых мест» 1862 года — казённая деревня 2-го стана Клинского уезда Московской губернии по правую сторону Московского шоссе от города Клина в город Москву, в 16 верстах от уездного города и 39 верстах от становой квартиры, при реке Сестре, с 7 дворами и 62 жителями (28 мужчин, 34 женщины).
По данным на 1899 год — деревня Давыдковской волости Клинского уезда с 65 душами населения.
В 1913 году — 10 дворов.
По материалам Всесоюзной переписи населения 1926 года — деревня Головковского сельсовета Давыдковской волости Клинского уезда в 2,1 км от Ленинградского шоссе и 4,3 км от станции Покровка Октябрьской железной дороги, проживало 73 жителя (39 мужчин, 34 женщины), насчитывалось 15 крестьянских хозяйств.
С 1929 года — населённый пункт в составе Солнечногорского района Московского округа Московской области. Постановлением ЦИК и СНК от 23 июля 1930 года округа как административно-территориальные единицы были ликвидированы.
1929—1939 гг. — деревня Головковского сельсовета Солнечногорского района.
1939—1957, 1960—1963, 1965—1994 гг. — деревня Мошницкого сельсовета Солнечногорского района.
1957—1960 гг. — деревня Мошницкого сельсовета Химкинского района.
1963—1965 гг. — деревня Мошницкого сельсовета Солнечногорского укрупнённого сельского района.
С 1994 до 2006 гг. деревня входила в Мошницкий сельский округ Солнечногорского района.
С 2005 до 2019 гг. деревня включалась в Смирновское сельское поселение Солнечногорского муниципального района.
С 2019 года деревня входит в городской округ Солнечногорск, в рамках администрации которого относится с территориальному управлению Смирновское.